# Comunità montana Valli Monregalesi
La comunità montana Valli Monregalesi è stata una comunità montana della provincia di Cuneo che riuniva i territori delle valli delle Alpi Liguri e della collina tra Langhe ed Alpi a sud di Mondovì. 

## Storia
La comunità montana il 1º gennaio 2011 è confluita, assieme alla comunità montana Valli Mongia, Cevetta e Langa Cebana ed alla comunità montana Alta Valle Tanaro in un nuovo ente denominato comunità montana Alto Tanaro Cebano Monregalese e che venne sciolto, assieme agli altri analoghi, nel 2017.
Il nome Valli Monregalesi permane nell'Unione Montana Valli Monregalesi, con sede a Torre Mondovì, composta dai comuni di Monastero Vasco, Montaldo di Mondovì, Pamparato, Roburent e Torre Mondovì.

## Geografia fisica

### Territorio

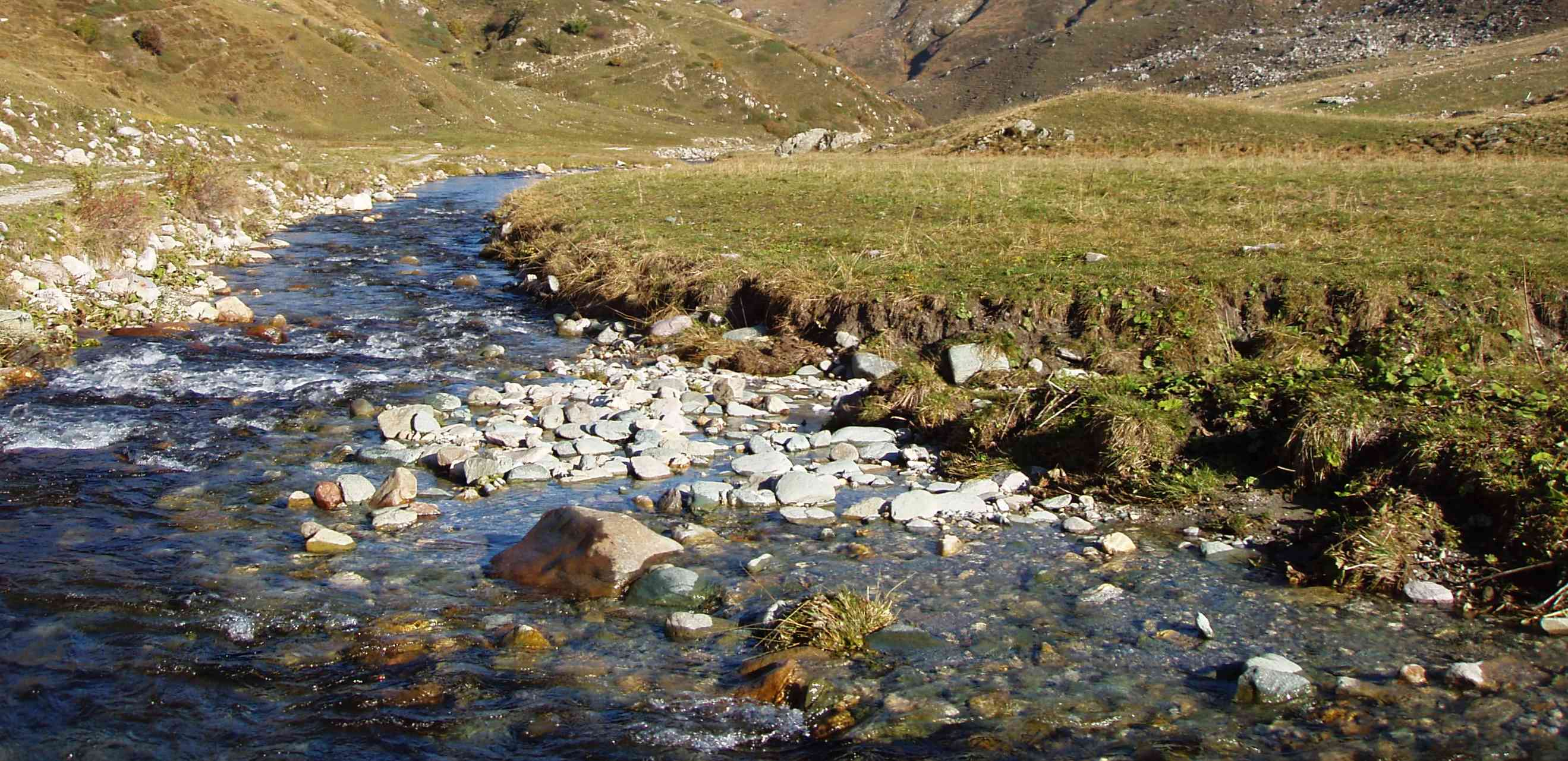
Il torrente Ellero

Il territorio della comunità si estendeva su 396,73 km2, di cui 362,52 di territorio di superficie montana, ed interessava una popolazione di poco meno ventimila abitanti.
I comuni che la componevano erano 14: Briaglia, Frabosa Soprana, Frabosa Sottana, Monastero di Vasco, Monasterolo Casotto, Montaldo di Mondovì, Niella Tanaro, Pamparato, Roburent, Roccaforte Mondovì, San Michele Mondovì, Torre Mondovì, Vicoforte, Villanova Mondovì. Di questi, sei classificati come comuni di collina, otto come comuni di montagna. Nel territorio della comunità sono comprese cinque valli: Casotto, Corsaglia, Ellero, Maudagna e Roburentello.

## Economia

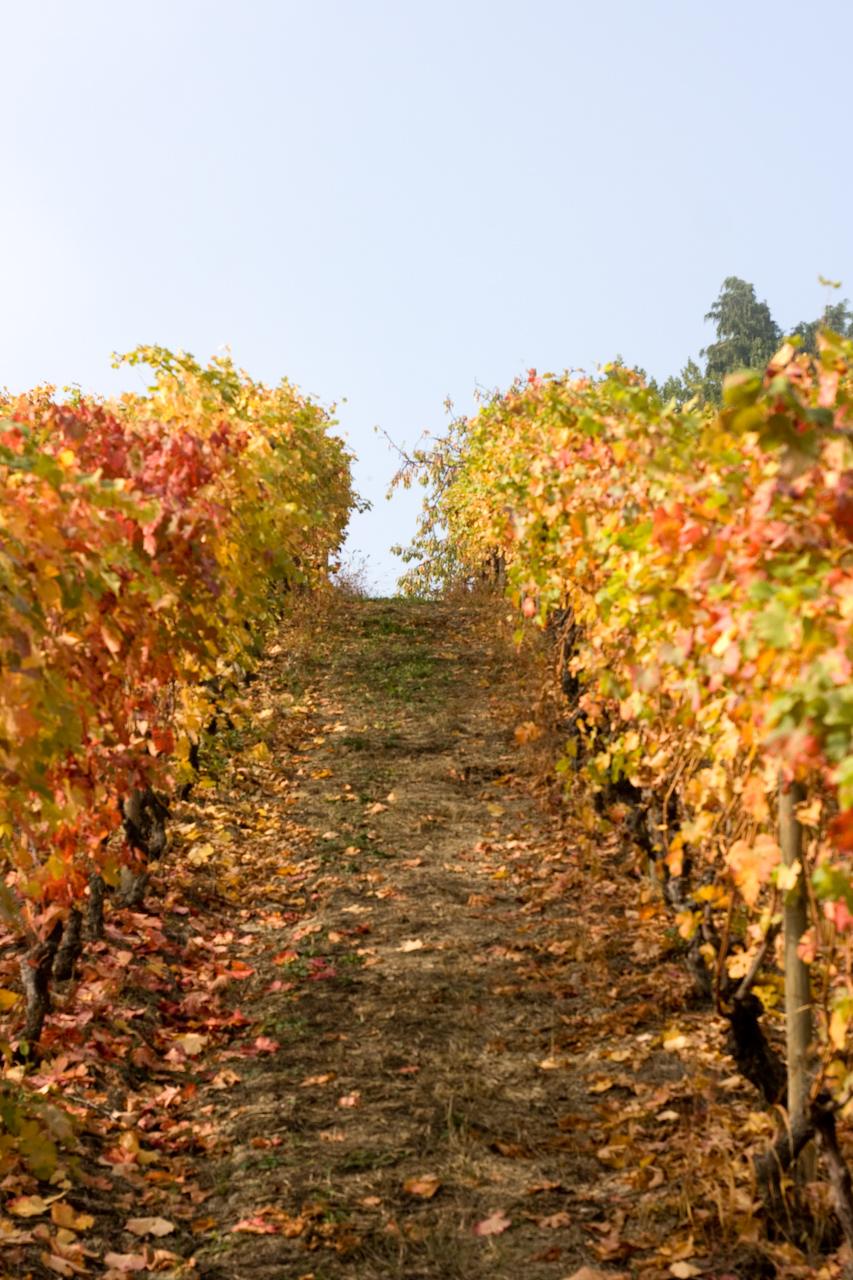
Vigneti

### Agricoltura
Il territorio che faceva parte della comunità ha un'antica tradizione contadina, che in tempi recenti è oggetto di un rilancio collegato al turismo ed ai prodotti agricoli di qualità. In questo quadro si è avuta la certificazione DOC del dolcetto delle Langhe Monregalesi, e si assiste ad un rilancio della produzione del formaggio raschera e delle tipiche paste di meliga.

### Turismo

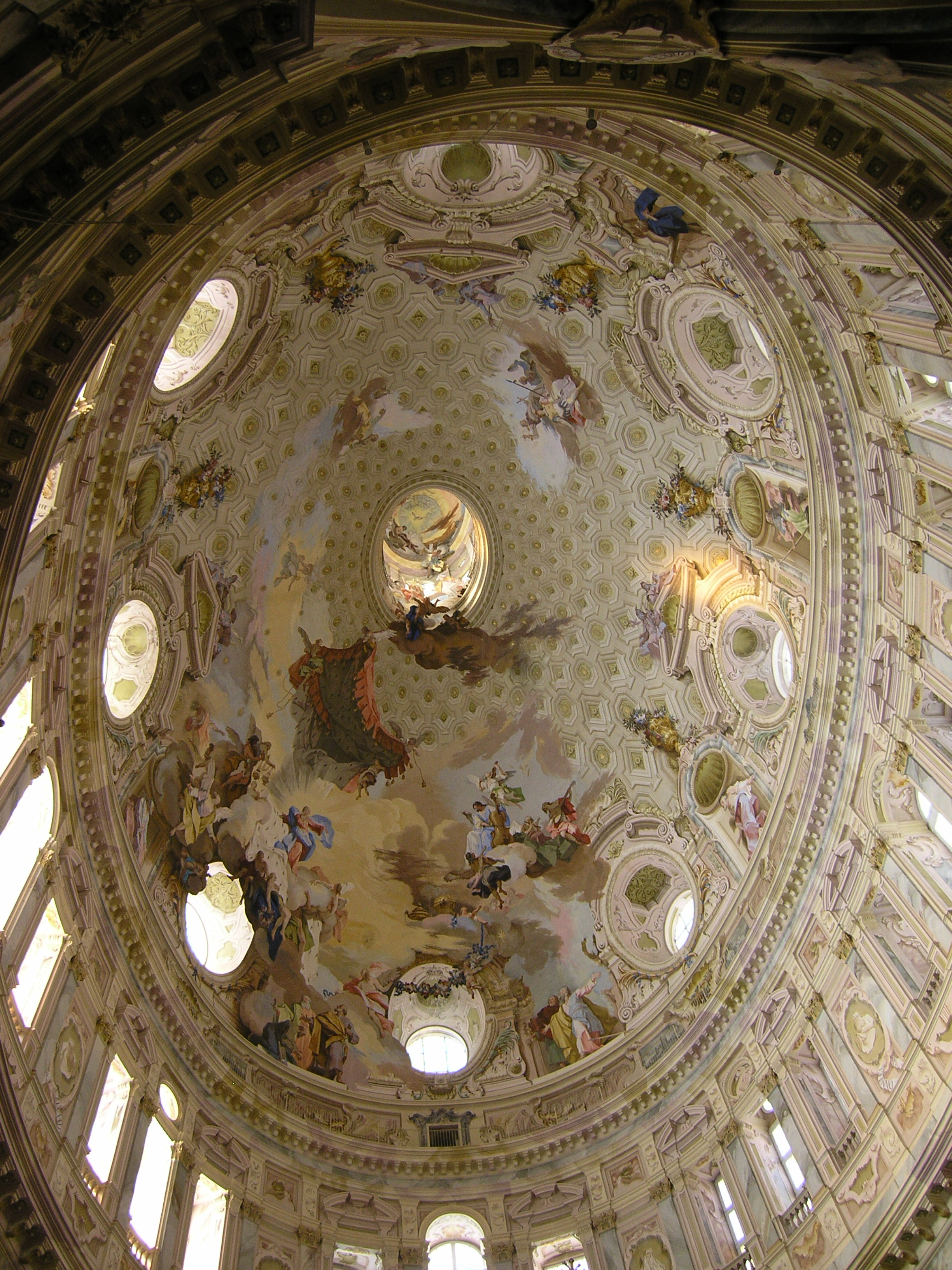
La volta affrescata dal santuario di Vicoforte

Il turismo è una delle maggiori attività della zona, offrendo essa attrattive culturali e sportive differenziate. Per gli appassionati di sci, sul territorio sono presenti alcune stazioni che offrono servizi sia per lo sci nordico che per lo sci alpino. 
I centri della valle offrono diversi spunti culturali, quali il Santuario di Vicoforte, le numerose chiese antiche, i borghi tipici. Vi sono anche diversi musei della cultura locale, nonché un interessante sito archeologico a Montaldo di Mondovì.
Le valli sono anche ricche dal punto di vista naturalistico. Abbondano la flora e la fauna tipiche della montagna. Sono inoltre, presenti tre grotte visitabili: le grotte di Bossea, la grotta del Caudano e la grotta dei Dossi.
Ancora, nel territorio di Roccaforte Mondovì si trovano le terme di Lurisia, istituto termale attivo dagli anni quaranta che offre trattamenti di bellezza e di salute.

### Artigianato
In quello che era il territorio della comunità è intensa l'attività artigianale, dedicata soprattutto alla lavorazione di legno e ferro, ed alla produzione alimentare di qualità. Queste attività sono strettamente legate a quella agricola e turistica.